# Sofie Riis Endahl
Sofie Riis Endahl (født 10. november 2000) er en dansk forfatter, der har udgivet en række romaner for unge.

## Tidlige værker (2017-2019)
Endahl debuterede som 17-årig i november 2017 med ungdomsromanen "Sindstequila" om deling af grænseoverskridende billeder, som bl.a. fik 4 stjerner i Politiken. Anmeldersuccessen blev fulgt op af yderligere tre ungdomsromaner i samme gymnasiemiljø med hver deres fokus "Øjebliksbilleder" (2018) om higen efter den perfekte facade på de sociale medier, "Efterskælv" (2019) om unges forventninger til dem selv og "Smuk, smukkere, smukkest" (2019) om skønhedsidealer.

## Nyere værker (2020-)
I maj 2020 udkom hun med chatromanen "Undskyld, men jeg har ingen andre steder at gå hen", som udelukkende var fortalt gennem billeder og chatbeskeder. Bogen fik bl. a. 4 stjerner i Jyllands-Posten.
I maj 2021 udgav hun "Pixie lever stadig" om studentertidens hvirvelvind og sabbatårets tomhed, som blev udnævnt til "årets hidtil bedste ungdomsbog" af Politiken, som kvitterede med 5 hjerter. Ligeledes gav Jyllands-Posten også 5 stjerner.

## Andet arbejde
Endahl var manuskriptkonsulent på DR-serien for unge "Natten til lørdag". Derudover holder hun jævnligt skrivekurser og foredrag om sig selv og sine bøger.